# 베이비복스
베이비복스(Baby V.O.X - 영어: Baby Voice Of eXpression)는 김이지, 이희진, 심은진, 간미연, 윤은혜로 구성된 대한민국의 걸 그룹이다. 1997년, 한국의 스파이스 걸스라는 타이틀을 달고 첫번째 앨범 《Equalize Her》을 발표하며 가요계에 야심차게 등장하지만 저조한 판매고를 기록하며 부진을 겪었고 초창기 멤버 3명이 탈퇴해버리는 실패를 경험한다. 1년 뒤 간미연 심은진과 이가이를 영입하고 2집 앨범 《BABY VOX II》를 발표하는데 이 앨범에서 <야야야>, <Change>로 3위까지 오르며 큰 반응을 얻으며 대중인기와 팬덤을 모으기 시작한다. 연말 가요시상식에서 신인가수상, 인기상을 수상하게 된다. 2집 활동 종료 후 멤버 이가이의 나이 관련 구설수로 인해 탈퇴를 하게 된다. 새 멤버 윤은혜가 영입한 뒤 우리가 아는 베이비복스 완전체가 탄생한다. 1999년 여름, 3집 앨범 《Come Come Come Baby》를 발표하며 이 음반을 통해 당시 여성 그룹으로서는 최초로 섹시하고 파워풀한 이미지를 어필했고 음반에서 커트된 싱글 <Get Up!>, <Killer>, <Missing You>등이 시장에서 트리플 성공을 거둔다. 이 후에도 <Why>, <배신>, <Game Over>, <인형>, <우연>, <Go>, <나 어떡해> 등의 곡들을 꾸준히 히트시키며 1990년대와 2000년대를 대표하는 여성그룹 자리에 올랐다.
1999년부터는 중국 진출에도 크게 성공해 이듬해 계림시 홍보사절로 위촉받았으며, 2003년 5월에는 중국 중앙 인민라디오 방송국의 '음악지성 중국유행가요배행방'에서 6집 수록곡 '아임 스틸 러빙 유'로 1위를 차지해 '한류열풍'의 주역임을 확인하기도 했다. 이어 2002년에는 한국가수로는 처음으로 태국에 진출해 현지에서 음반 세장을 발표하며 폭발적인 인기를 끌었고, 음악전문채널 [V] 타일랜드가 2003년 한해 동안 집계한 '인터내셔널 아티스트 [V] 어워즈'에서 '파퓰러 아시안 아티스트' 부문 1위에 오르는 쾌거를 달성했다. 이 후 베이비복스는 중화민국, 일본, 베트남, 몽골, 홍콩 등에도 진출해 동아시아를 대표하는 걸그룹으로 성장했다. 베이비복스가 2000년부터 2003년까지 4년간 해외에서 벌인 공연이 모두 45회로, 1년 평균 11회의 해외공연을 기록했는데 이 기간의 원정거리는 지구를 20바퀴나 돈 90만1500km(지구 한바퀴를 4만75km로 가정)에 달한다'며 기네스 '국내 엔터테이너로 가장 먼 해외원정기록 부문에 도전장을 내기도 했다.
베이비복스는 외국인 가수로는 처음 중국에서 단독 콘서트를 가지면서 최초의 한류 걸그룹으로 기억되고 있고, 특히 리드 보컬 둘, 서브 보컬 둘에 래퍼가 하나인 구성은 요즘 걸그룹 구성의 원조로 볼 수 있다. 최초로 랩을 도입한 걸그룹 역시 베이비복스였다. 대한민국 가요계 역사상 디바를 이어 2번째로 정규 음반을 가장 많이 발표한 걸그룹이었다. 2006년에 활동을 중단하였다.

## 역사

### 1996~1997 데뷔 과정과 초기경력

#### 그룹명 '베이비복스'의 의미
베이비복스 Ⅰ Baby V.O.X는 Baby Voice Of eXpression"의 약자이다. 'Baby'는 '순수한, 깨끗한, 맑은' 등의 의미를 상징한다. 본래 'Baby'의 사전적 의미는 '아기; 새끼', '(집안?단체의) 막내', '아이 같은 사람' 등으로 정의되지만, 여기서 쓰인 'Baby'는 그러한 '사전적 의미'로 보기보다는 'Baby'라는 단어가 상징하는 '주변적 의미'('아이 같은, 순수한, 깨끗한, 맑은' 등)로써 해석하는 것이 적절해 보인다. 'V.O.X.'는 'Voice Of X(Ex)pression'의 약자로서, '목소리로 표현한다'라는 의미이다. 즉, 'Baby V.O.X'란, '순수하고 깨끗한 목소리로 표현하다'라는 의미가 된다.
1집 활동 당시 'Baby'는 1집에서만 사용하는 서브 타이틀이라고 소개했고 일부 음악 방송에서는 'Baby'를 제외한 'V.O.X'만 기재된 적이 있다. 하지만 1집이 성공을 거두지 못하자 팀명에 대한 세부적인 계획은 자연스럽게 사라진 것으로 보인다.

#### 1집 Equalize her (1997)
1996년, 국내가수들의 공연 기획을 담당하던 등룡 기획(현 DR뮤직)의 대표 윤등룡은 당시 영국에서부터 미국까지 전세계적으로 선풍적인 인기를 끌던 걸 그룹 스파이스 걸스를 표방하는 걸그룹을 기획한다. 먼저 부산에서 모델로 활동하던 정시운과 정현전을 캐스팅하고 캘리포니아 출신이자 작곡가 신성호의 친척 관계였던 차유미를 소개받아 팀의 리드 보컬로 합류시킨다. 그리고 경희대학교에서 무용과를 재학 중이던 김이지를 길거리 캐스팅을 통해 합류시킨 후 서울 동대문에서 류시원의 라디오 공개방송을 구경하고 있던 이희진을 방송인 윤정수와 가수 양파의 매니저, 그리고 DR 뮤직 윤등룡 대표가 로드 캐스팅하면서 다섯 명의 라인업을 완성시킨다.
다섯명의 멤버들은 강도높은 안무 연습과 보컬 트레이닝을 받으며 마침내 '베이비복스'라는 이름으로 미국 현지에서 음반 작업을 시작한다. 녹음을 진행할 당시 김이지는 가족들 몰래 가수를 준비하고 있었기 때문에 김이지를 제외한 나머지 멤버들이 먼저 모든 녹음을 마치면서 김이지는 수록곡 '비밀' 한 곡에만 참여한다.
약 1년여간의 준비 끝에 1997년 7월 3일, 베이비복스는 1집 Equalize Her로 데뷔한다. 처음 선보인 타이틀곡은 <남자에게 (민주주의)>였지만 당시 열약했던 소속사 환경과 더불어 당시에는 여성 가수들이 무리지어 나오는 그룹 형태가 없던 시기라 방송 스케줄을 잡는 데 큰 어려움을 겪었다. 그리고 가사가 사회 질책을 담았다는 항의를 받고 활동에 적신호가 켜졌다. 뮤직비디오 역시 당시 사회의 분위기와 맞지 않다는 이유로 방송 전파를 타지 못했다. 그렇게 1달간의 미미한 초창기 활동을 거치고 난 뒤 8월 2일, KBS의 예능 오락방송 <토요일 전원출발>에 출연이 결정되며 처음으로 공중파 방송에서 모습을 드러냈는데 시청자들은 이들을 크게 비난했다. 무대에서 선보였던 선정적인 의상과 사회 부정적 가사 등이 논란의 화두가 된 것이다. 랩은 남자만 한다는 인식 때문에 여자가 랩을 하는 모습은 대중들에게는 위화감을 주었다.
결국 소속사는 고심 끝에 활동곡을 <남자에게>보다 대중적인 디스코 넘버 <머리하는 날>로 교체하면서 곡에 맞는 새로운 프로모션을 하기 위해 멤버들의 머리에 물들였던 현란한 염색을 풀고 과격한 안무나 보이쉬한 의상들을 최대한 배제시키며 전보다는 부드럽고 여성스러운 이미지로 어필하기 시작한다. 이 시점부터 방송 스케줄을 잡기가 수월해졌고 비공식적이지만 부산에서는 팬클럽까지 결성되며 어느 정도 호조의 활동을 이어나갈 수 있었다. 하지만 베이비복스가 TV에 나오기 시작하면서 당시 큰 인기를 얻고 있던 남성 그룹 H.O.T.와 비교가 되는데, 멤버 수와 컨셉이 닮아있다는 이유로 일부 언론에서는 베이비복스를 일명 <여성판 H.O.T.>라고 소개하면서 이로 인해 H.O.T. 팬들에게 비난을 받았다.
<머리하는 날>로 활동을 이어가던 10월 중순, 리드 보컬 차유미가 어느 날 갑자기 미국으로 돌아가면서 팀에 위기가 찾아온다. 활동에 치명타를 입은 베이비복스는 고정 출연중이던 SBS <기쁜 우리 좋은날>을 제외한 모든 방송 스케줄을 취소하고 9월 경 <머리하는 날> 뮤직비디오 촬영 현장에서 캐스팅되었던 간미연을 대타멤버로 영입시킨 뒤 두달간의 연습기간을 거쳐 11월부터 언론에 멤버교체 소식을 알리고 활동을 재개한다. 간미연이 합류되고 애초에 기획하던 여성들을 대변하는 이미지와는 완전히 다른 틴팝 스타일의 스키복을 입고 등장한다. 그리고 안무적인 면에서도 많은 변화를 주었는데 멤버 이희진과 간미연은 커플 댄스를, 그리고 개인파트가 없었던 김이지는 메인보컬 차유미의 파트를 립싱크하면서 전보다는 외적인 부분으로 어필한다.
간미연이 합류된 베이비복스는 5개월만에 SBS의 음악 방송에서 47위로 데뷔하는 성과를 내보이지만 앨범이 발표되고 6개월 동안 잦은 사건 등으로 인해 홍보에 큰 부재를 겪었고 이는 저조한 판매량을 기록하면서 12월에 별 성과 없이 1집 활동을 마무리한다.

### 1998~1999 상업적 성공

#### 2집 BABY VOX Ⅱ(1998)
1997년 12월 1집 활동을 종료한 뒤 정현전과 정시운이 개인사정으로 팀을 탈퇴하는데 그 빈자리를 심은진과 이가이가 메꾸게 된다. 먼저 심은진은 고등학교 2학년 때 친한 오빠의 권유로 다른 사무실에서 5인조 여성 걸그룹을 준비했었지만 그룹은 준비 과정인 1년 반만에 해체되면서 그렇게 가수에 꿈을 접을 뻔했던 시기에 같이 그룹을 준비하던 기획사 프로듀서에게 베이비복스 멤버를 추가로 뽑는다는 소식을 접하고 소개를 통해 새 멤버로 투입되었다. 당시 심은진은 춤 연습을 하던중 다리를 다쳤었는데 아무렇지 않게 압박붕대를 다리에 감고 스프레이를 뿌린 뒤 격렬하게 춤을 추는 모습을 보고 모두 놀랐다고 한다. 심은진과 같이 캐스팅된 이가이는 윤등룡 대표가 2집 앨범의 컨셉을 걸 밴드로 구상하고 있었기 때문에 키보드와 보컬을 맡을 멤버가 필요했고 그에 맞는 인재였던 이가이를 캐스팅했다. 무엇보다 그녀는 1988년 걸그룹 세또래 출신으로 이미 가수 경험까지 있었기 때문이다. 하지만 이가이는 당시 나이가 30살이었고 다른 멤버들은 대부분 10대였기 때문에 나이를 10살이나 낮추고 데뷔하는 것으로 결정되었다.
심은진과 이가이가 합류한 뒤 베이비복스는 멤버 별로 키보드와 기타 등 악기를 하나씩 다루는 연습을 했다. 2집의 프로듀서로 섭외된 김형석과 주영훈 외 등등의 작곡가들에게 곡을 받아 1998년 3월에 녹음 작업을 마쳤지만 당시에는 틴팝 걸그룹 S.E.S.와 핑클 등이 데뷔하던 시기였고 음악 시장의 흐름이 귀여운 댄스와 아기자기한 가사, 멜로디가 대중들에게 다가가기 쉽다는 소속사의 판단으로 계획을 수정하고 재작업에 돌입한다. 멤버들은 하루 8시간에 버금가는 시간동안 격렬한 안무 연습을 했고 전통 무예인 택견을 3개월 동안 배우며 정신수양까지 하는 등 1집의 흥행 실패를 무마하기 위해 그야말로 뼈를 깎는 노력을 한다. 그리하여 마침내 1998년 9월 6일, SBS 인기가요를 통해 타이틀 곡 <야야야>를 선보이고 9월 15일에 2집 앨범 BABY VOX II를 발매한다. 타이틀 곡 <야야야>는 방송한 지 한달도 지나지 않아 MBC 음악캠프 10위권 진입, KBS 뮤직뱅크 13위, SBS 인기가요 11위, KBS 제2FM '엄정화의 가요광장' 7위, KMTV '인기가요 43' 7위 등을 차지하는 등 놀라운 속도로 상승세를 보이며 상당한 인기몰이를 하게 된다. 10대 학생들이 좋아할만한 가사말과 댄스가 대중들에게 성공적으로 어필된 것이다. 유승준 등을 지도한 이영환이 직접 만든 일명 '안녕 춤'이 팬들 사이에서 큰 이슈가 되기도 하였다. <야야야>는 1998년 11월 첫째주 SBS 인기가요에서 3위까지 랭크되었고 대중적인 성공을 거두었다. <야야야>의 활동을 마감한 뒤, 주영훈이 작곡한 후속곡 <Change> 또한 가요차트 10위권에 들면서 인기를 누렸다. 이 시기에 베이비복스의 공식 팬클럽인 <베이비 엔젤스>가 창설되면서 인기에 가속을 밟았다. 연말에는 SBS 가요대전에서 신인상, 서울가요대상에서 인기상 등을 수상했다.
2집 활동이 종료된 직후 1999년 1월, 멤버 이가이의 실제 나이가 주간지 스포츠 서울을 중심으로 폭로되면서 결국 DR뮤직은 천리안 PC통신에 장문의 사과문을 올리며 이가이의 탈퇴를 공식화한다.

#### 3집 Come Come Come Baby (1999)
1999년 4월, 멤버 이가이의 빈자리를 메꿀 새 멤버를 뽑는 공개 오디션을 개최한다. 당시 중학교 3학년에 재학중이던 윤은혜가 해당 오디션에서 캐스팅되었고 1~2집 당시 불안정했던 멤버 라인업이 최종적으로 완성되는 계기가 되었다. 윤은혜가 합류된 베이비복스는 1999년 7월에 3집 <Come Come Come Baby>의 싱글 <Get Up!>로 컴백한다. <Get Up!>은 박진영이 작사를, 김형석이 작곡을 맡은 펑키 스타일의 팝 댄스곡이다. 첫방송에서 김이지의 가슴이 노출된 선정적인 의상과 다리를 쓸어내리는 안무 등이 PC통신상에서 크게 이슈가 되었다. 중독성 있는 가사에 쉽게 귀에 익는 멜로디 등이 대중들에게 크게 어필되어 시장에서 성공을 거두었고, 1999년 8월 3일, 음반이 발매된지 3주도 채 지나지 않아 KBS 뮤직뱅크에서 데뷔 2년만에 처음으로 1위를 수상하며 정상에 등극한다.

1999년 8월 3일 데뷔 2년만에 처음으로 1위를 수상한 베이비복스의 모습.

<Get Up!> 활동 중 작사가에 대한 논란이 있었는데 일부 방송국에선 작사가를 서윤정으로 표기했고 베이비복스 측 인터뷰에서는 박진영으로 소개하면서 이 문제에 대해 네티즌들끼리 진실공방이 이어졌다. 결국 베이비복스 측은 박진영이 자신의 부인인 서윤정의 이름으로 저작권 기재를 했고 실질적인 작사는 박진영이 했다고 밝혔다.
<Get Up!>을 이은 후속곡 <Killer>를 준비하던중 멤버 간미연과 당대 최고의 인기를 누리던 5인조 댄스그룹 H.O.T.의 멤버 문희준이 열애설에 휩싸인다. 결국 9월 <Killer>로 활동을 재개했을 무렵, 간미연에게 익명의 안티팬이 `죽여버리겠다'라고 쓴 피묻은 편지와 면도날 8개와 함께 우송되면서 파장이 일었다. 이뿐만 아니라 서울 모 쇼핑센터에서 열린 팬사인회를 마치고 나오다 4∼5명의 여학생들로부터 멤버들은 오물세례를 받았으며 다른 곳에서 열린 팬사인회에서는 한 여학생이 휘두른 면도날에 간미연이 손을 다치기도 했고 결국 소속사측은 사태의 심각성을 느끼고 검찰에 정식으로 수사를 의뢰했다. 이 사건은 사회적인 물의가 되어 MBC 뉴스데스크에서 보도될 정도였는데 이날 방송에서 동료 가수 백지영은 "팬들끼리 경쟁하는 경우가 있는데 그런 경우에는 자기가 좋아하는 가수를 위해서 좀 매너 있게 행동을 해주는 게…"라고 말했고, "10대 팬들이 한때 보내는 일시적인 열광을 탓할 수는 없지만 살해 협박까지 이어진 극성은 이미 위험한 수준까지 가 있는 실정입니다."라며 문제점을 지적했다. 결국 이 사건의 '범인'은 H.O.T의 여고생 팬으로 밝혀졌다.
열애설의 여파로 활동에 비상이 켜졌음에도 후속곡 <Killer>는 발표 2주만에 SBS 인기가요 7위에 랭크 되었고 급속도로 인기를 끌며 SBS 인기가요에서 1위, KM 쇼 뮤직탱크에서 3주간 1위를 기록하며 정상급 걸그룹의 입지를 다지게 되었다. 당시 베이비복스의 인기가 워낙 높아 스케줄 확보가 힘들었을 정도였다. <Killer> 활동을 끝낸 겨울에는 발라드 곡 <Missing You>를 선보이는데 이 곡도 가요차트 10위권에 드는 우수한 성적을 거두면서 3집 활동을 성공적으로 마친다. 3집은 S.E.S., 핑클에 이은 또다른 인기 여성그룹 반열에 오를 수 있었던 기념비적인 앨범이었다. 이 시기에 아이스크림 '와', 햄버거 브랜드 '하디스' 등 총 4편의 광고를 계약했으며 한-일 합작 애니메이션 '건드레스'의 홍보대사를 맡기도 했다. 12월에는 중국 진출을 선언하며 해외 활동을 시작했다.

##### H.O.T. 문희준과의 열애설과 안티 생성의 시작
3집 활동 중에 퍼진 열애설로 베이비복스가 방송에 나올 때마다 수많은 욕설과 야유를 퍼부었고, 침묵시위를 펼치고, 무대 위의 베이비복스가 보는 앞에서 가운데 손가락을 들기도 했다. 1999년 8월 20일 대구 동성로에 있는 한 대형 레코드 매장에서 팬 사인회를 연 베이비복스는 'H.O.T. 극성팬들이 결사대를 조직해 공격한다'라는 소문을 전해듣고 일일이 청소년 팬의 가방 검사를 한 뒤 사인대에 줄 서게 했다. 그럼에도 한 여학생 팬이 간미연의 사인대 앞에서 문희준의 브로마이드를 꺼내놓고 사인하라고 윽박질러 매니저들이 긴급히 끌어내는 소동이 일어나기도 했다.
또한 간미연은 1999년 8월 13일 서울 면목동의 한 레코드점에서 팀 동료들과 팬 사인회에 참석했다가 큰 봉변을 당할 뻔했다. 한 여중생이 사인을 받아가며 악수를 청하더니 슬며시 면도칼로 간미연의 오른손 검지를 베려고 시도했던 것이었다. 천만다행으로 간미연은 1cm 정도 상처가 나긴 했지만 깊지 않은 편이어서 응급조치로 위기를 넘길 수 있었다. 소속사 측은 "간미연과 문희준은 서로 마주 대한 적이 단 한 차례도 없는데 왜 이런 소문이 나돌고 있는지 모르겠다"라고 하소연했다. 이 때문에 아예 간미연의 곁에는 2명의 매니저를 전담 보디가드로 기용하는 등 신변 보호 비상대책을 세우기에 이르렀다.
뿐만 아니라 H.O.T.의 일부 극성팬들은 베이비복스에게 '황산을 뿌리겠다'라는 등의 테러위협을 했으며, 베이비복스의 소속사 DR 뮤직에는 간미연을 향한 경고 및 협박성 항의전화가 쇄도하였고, '널 기필코 죽여 버리겠어. 희준오빠가 없어도 외롭지 않게 해줄게. 몸조심하길.'이라는 내용이 적힌 피 묻은 협박편지와 함께 간미연의 눈 부위를 도려낸 사진과 8개의 면도날을 동봉해 보내 간미연의 위해를 기도하기까지 하는 일이 발생하여 큰 불안감과 충격을 받은 간미연은 며칠 간 방송 스케줄을 소화할 수 없었으며, DR 뮤직이 경찰에 정식으로 수사요청을 하기도 했다.
심지어 당시 중학교 3학년이던 베이비복스 소속사 대표 윤등룡의 딸은 학교에서 따돌림을 당하였고, 베이비복스가 간미연의 모교인 성덕여자상업고등학교의 축제 행사에 참석했을 때 간미연은 후배들과 동기들로부터 수많은 욕설과 언어폭력에 시달리기도 하였다.
H.O.T. 극성 팬들의 만행은 여기에서 그치지 않았다. 살해 협박사건을 수사 중이었던 서울 강남경찰서는 1999년 9월 15일 강남구 논현동의 베이비복스 사무실에 또 다시 면도칼과 협박편지가 우송됐다는 베이비복스 측의 신고를 받았다. 경찰서 측은 이를 수거하여 서울경찰청과 국립과학수사연구소에 지문 감식을 의뢰했다. 경찰은 또 다시 이런 협박편지가 온 것은 이번 수사에 불만을 품은 또 다른 H.O.T. 팬들의 소행일 가능성이 크다고 보고 H.O.T. 팬클럽에 대한 정식조사도 검토하였다. 경찰의 수사가 시작되면서 대부분의 협박전화가 끊기긴 했지만 일부 PC통신엔 여전히 간미연의 대한 비난과 은근한 협박이 이어졌다.
그런데도 이를 두고 H.O.T.의 팬들은 자신들의 행동에 대해 죄책감을 느끼거나 반성의 기미를 보이기는커녕, 'DR 뮤직이 H.O.T.의 인기를 등에 업고 인기를 얻으려고 언론플레이를 했다'라거나 '간미연에게 간 협박편지에 묻은 피를 국립과학수사연구소에서 혈액조사를 했는데 매니저의 혈액이었다', '마감뉴스에 자작극이라고 나왔다'라는 등, 자신들이 저지른 만행을 소속사와 간미연의 자작극이라고 우기며 터무니없는 루머를 재생산하기까지 한다.
물론 H.O.T. 팬들의 간미연 살해 위협 사건으로 인해 베이비복스라는 그룹을 남녀 노소 누구에게나 이름을 알려지게 하여 의도치 않은 유명세로 그룹의 홍보 효과를 얻게 된 것은 어느 정도 사실이지만, H.O.T. 팬들이 주장하던 '자작극설'은 전혀 근거 없는 낭설이었다.
당시 베이비복스의 소속사 대표 윤등룡은 소속사 홈페이지를 통해 H.O.T.의 팬들에게 입장 표명의 글을 직접 남기기도 하였다. 한편 H.O.T. 측도 "교제설은 전혀 근거없다"라며 이 소문을 일축했다.
1999년 10월 9일 서울 여의도 MBC 공개홀의 생방송 '음악캠프'와 10월 10일 등촌동 SBS 공개홀에서 열렸던 생방송 '인기가요'에서 박지윤과 베이비복스가 무대에 올라 각각 <아무 것도 몰라요>와 <킬러>를 부르며 춤을 추자 구름처럼 몰려든 H.O.T.의 팬들은 팔짱을 낀 채 차가운 눈길을 보내며 냉랭한 분위기를 연출했다. 이들은 흰색 풍선을 들고 입장해 H.O.T.가 나올 때는 열광적으로 이를 흔들고 다른 가수들에게도 마음에 들면 열심히 풍선을 흔들곤 했으나 H.O.T.의 문희준과 베이비복스의 간미연, 강타와 박지윤과의 열애설 때문에 박지윤과 베이비복스는 팬들에게 단단히 미운털이 박힌 분위기를 조성했다. 근거 없는 소문에 애꿎게 여자 가수들만 피해를 보고 있다고 주변에서는 한 마디씩 하기도 했다.

### 2000~2001 해외 진출과 중국에서의 폭발적인 인기

#### 4집 Why (2000)
3집의 성공적인 활동 이후 중국에서도 진출을 꾀한 베이비복스는 아시아권으로 진출하기 위해 후속 앨범 작업에 심혈을 기울인다. 작곡가 김형석을 주축으로 음악 작업에 돌입했고 일본의 가수 아무로 나미에의 안무가였던 '사쿠마 히로유키'를 섭외하여 직접 한국에 2박 3일간 내한하여 신곡의 안무를 지도했다. 그리고 무대 위에서 입는 의상들은 디자이너 이상봉이 참여했다. 뮤직비디오 역시 당시로선 드물었던 해외 촬영을 선택하여 중국 계림에서 촬영을 마쳤다.
2000년 5월, 4집 Why로 약 4개월 만에 다시 국내 무대에 컴백한다. 2000년 5월 2일, 중국 구이린에서 펼쳐진 '한중 우호의 밤'의 공연에서 타이틀곡 <Why>를 먼저 선보였고 같은 달 13일 국내에서 MBC 음악캠프를 통해 첫 무대를 가진다. 무대에서 선보인 안무와 의상 등이 호평을 받아 음반 발매 보름 만에 15만장의 판매고를 올린다.
5월 25일, 한양대 안산 캠퍼스에서 예정된 경인방송의 <뮤직엔진>에 출연하기 위해 소속사 차 안에서 대기하던 중 신원을 알 수 없는 학생이 쏜 물총에 윤은혜가 정통으로 맞아 큰 상처를 입었다. 윤은혜는 통증을 호소하며 한참 동안 눈을 뜨지 못했고 이 때문에 베이비복스는 공연을 취소하고 곧바로 서울 한남동 순천향 병원으로 이동, 윤은혜가 병원 응급실에서 치료를 받은 후 귀가했다. 병원에선 윤은혜가 각막 손상을 입어 4~5일 정도 두고 봐야 할 것이라고 밝혀 베이비복스는 방송 활동을 하지 못할 위기에 놓였었다. 멤버들은 피카추 인형모양의 물총에서 나온 내용물로는 간장, 식초, 고춧가루, 모래가 섞여 있었다고 말했다.
윤은혜의 물총 테러에 이어 엎친 데 덮친 격으로 당시 헤어 스타일이 금발이었던 이희진을 문제삼아 KBS는 ‘공영방송’임을 내세워 다른 방송사에 비해 상대적으로 엄격한 규제를 해왔기 때문에 뮤직뱅크 방송에서는 한동안 출연이 정지되었다. <Why> 활동은 6월까지 이어졌고 곧 이어 7월부터는 강한 힙합풍의 <배신>으로 후속곡 활동을 시작한다. 이 때 안티들의 공격이 지나치게 거세졌고 2000년 7월 22일 MBC 음악캠프에서 노래를 하던 베이비복스를 향해 남성그룹 팬들이 단체로 욕설과 난동을 부렸다.
그리고 한 울산의 모 고교에 재학 중이던 C모양은 베이비복스가 다시 활동을 시작하자 ‘간미연 사건은 자작극’이란 소문을 퍼뜨리며 조직적으로 활동을 방해했다. 당시 베이비복스의 소속사였던 DR뮤직은 베이비복스의 3집 활동 때부터 수차례의 테러 위협이 있어도 철없는 학생의 소행이겠거니 하며 그냥 넘겼지만, C모양이 자신의 소재까지 밝히며 ‘한번 해보자’라는 식으로 나와 결국 진실을 밝히는 차원에서 경찰에 수사를 의뢰했다. 이후 2000년 7월에 경찰에게 베이비복스의 협박범으로 잡힌 C모양은 H.O.T의 여고생 팬이었다. 그러나 베이비복스가 처벌을 원치 않아 사건은 일단락되었다. 2000년 7월 16일 일요신문에서는 안티에 대해서 어떻게 생각하냐는 주제로 간미연을 취재할 정도로 안티들이 극에 달했었다.
활동 중반 모 특집 방송에서 스킨 스쿠버 촬영을 하기 위해 사이판으로 간 베이비복스는 태풍 주의보가 내려진지도 모른 채 바다 속으로 들어갔다가 멤버가 물 속에서 실종되는 사태가 발생했지만 다행히 멤버들이 모두 구조되었다. 그리고 SBS <뷰티풀 라이프>에 출연하면서 결국 수영선수 조오련과 함께 대한해협 횡단에도 성공했다.
10월 베이비복스는 4집 활동을 종료하고 중국 청도에서 열린 ‘세계 맥주 대축제’행사에 참가하여 비 지스, 우타다 히카루, 코코 리 등 세계적인 스타들과 합동 공연을 펼쳤으며 중국 계림시의 홍보대사로 위촉되기도 했다.
이 시기부터 베이비복스는 해외활동이 잦아졌는데 연말에는 클론, 이정현과 합동 콘서트를 위해 중국에 출국하여 무대에 올라갔지만 공연사기를 당하여 호텔비를 내지 못해 호텔에 체류가 되어 돌아오지 못할 뻔했다. 이 점은 한류를 알리기 위해 무분별하게 진출하여 나타난 사건이라며 비판당했다. 2000년 10월 22일에는 데뷔 후 처음으로 일본팬들과 만나는 시간을 가졌다. 첫날에는 팬사인회를 개최했는데 300명에 육박하는 팬들이 모였고 다음 날 개최된 미니 콘서트는 약 700석이 모두 매진되고도 모자라 일부 관객들이 그냥 돌아가는 사태도 발생하기도 했다. 그 해 일본 메이저 음반 기획사들로부터는 러브콜을 받았지만 중국 활동으로 인해 제대로 된 일본 활동은 펼치지는 못했다.
이 시점부터 베이비복스의 메인 보컬이었던 이희진의 분량이 줄어들면서 3집때의 더블 메인 보컬인 간미연이 리드 보컬로 교체되었다.

#### 5집 Boyish Story (2001)

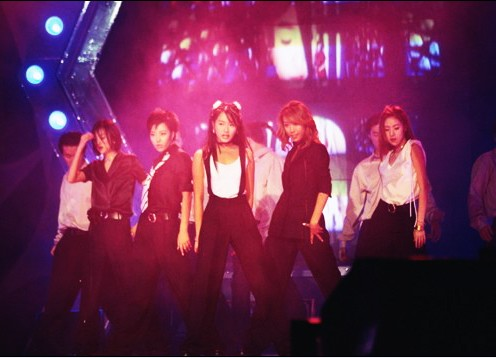
2001년 5집 활동중 베이비복스의 모습

4집 활동이 끝나고 7개월 뒤, 베이비복스는 5집 앨범의 타이틀 곡 'Game Over'를 들고 가요계에 컴백한다. 원래 계획대로는 1월에 발표될 예정이었으나, 5월로 컴백이 늦춰졌는데 늦춰진 이유에서는 멤버 전원이 작곡 작사 작업에 참여하기로 결정되어 5개월간의 음악 수업을 받았기 때문이었다. 특히 타이틀 곡 'Game Over'의 가사를 리더 김이지가 작사하기도 했다. 이희진은 'The One'을 작곡했고 간미연은 '마지막 선물'을 심은진은 앨범의 인트로 아웃트로, 김이지는 '부디'를, 윤은혜는 'To. Angel'의 작사를 맡았다. 이중에서 타이틀로 선정됐던 'Game Over'는 2집의 '야야야', 3집의 'Get Up' 'Killer' 4집 'Why'등을 작곡한 김형석이 작곡한 펑키 댄스곡으로 베이비복스가 그전까지 어필해왔던 섹시 컨셉을 탈피하고 보이쉬한 컨셉을 선보였다. 무대 위에선 남성 정장과 구두를 입고 등장했고, 보이쉬한 캐릭터를 맡고 있던 심은진이 숏컷 스타일로 변신하기도 했다. 2001년 5월 21일 KBS 뮤직뱅크를 시작으로 방송 활동에 돌입했고 6월 4일에 5집 앨범 'Boyish Story'를 발매한다. 당시 소속사에서는 국내보다는 해외 활동에 비중을 두었기 때문에 5집 앨범을 한국을 비롯해 중국, 일본, 대만 등에 동시발표했다. 지난 해 4집 'Why'가 중국 내에서 15만장이 팔렸는데 이는 불법 음반의 비율이 훨씬 높은 중국 시장의 실태를 감안하면 사실상 밀리언셀러 기록이었고 5집 앨범 역시 큰 흥행이 예상된다고 말했다. 'Game Over'는 발매 직후 가요차트 상위권에 랭크되며 순조로운 활동을 예견했지만 대형가수들과 맞물려 이전처럼 큰 인기를 얻지는 못했다.
7월 'Game Over' 활동이 끝난 뒤, 소속사인 DR뮤직은 후속곡을 <가까이>로 정하고 8월 말까지 활동을 펼칠 예정이라고 언론에 공개했으나, '가까이'의 가사말은 진한 사랑 행위를 연상시켰고 팬클럽 사이트 등에서 ‘성을 상품화 시키는 것 같다. 수위가 너무 심하다.’라며 질타를 받았고, 베이비 복스의 공식 팬클럽 "베이비 엔젤스"는 소속사 DR뮤직에 공개 질의서까지 보내게 된다. 이미 <가까이>로 지상파 방송사의 사전심의를 통과한 후였지만 급하게 소속사는 후속곡을 '인형'으로 교체했다. '인형'은 'Game Over'의 부진을 만회했고 이전과는 다르게 여자들에게도 인기를 끌었다.
2001년 7월에는 멤버 간미연이 중국 연예 잡지의 '한국 여성 연예인 가운데 최고 인기 연예인' 랭킹에서 김희선을 2위로 제치고 1위를 차지했으며, 리더 김이지는 한·중합작 20부작 드라마 '적혈매괴'의 여주인공으로 캐스팅되었는데, 당시 중국에서는 전례가 없던 회당 350만원의 파격적인 출연료를 받기로 해 중국 내 베이비 복스의 인기를 반증하기도 하였다. 또 이희진에게는 중국에서 드라마 출연 섭외가 밀물처럼 들어왔다. 멤버들 가운데 특히 이희진에게 드라마 출연 섭외가 잇따르던 것은 그녀의 외모 때문이었는데, 자그마한 얼굴에 웃는 모습이 중국의 한족과 닮았다는 것이 이유였다. 당시에 소속사에 들어 온 대본만 7~8개 정도였다.
2001년 7월 7일 심양을 시작으로 한 달간 7개 도시를 도는 중국 투어를 하였다. 동남아까지 러브콜이 시작되던 시기라 베이비복스는 당시의 투어 공연에서 최소 수준의 개런티를 받았다. 50여개에 이르던 중국 내 자생 팬클럽의 성원이 그만큼 커졌다는 반증이었다. 중국 공연을 마친 베이비복스는 도쿄 등 4개 도시를 도는 일본 투어도 추진했다. 이미 일본 공연 기획사가 공연 제의를 해왔고 조건 등 마무리 작업만 남아 있던 상황이었다. 또한 베이비복스는 중국에 위치한 산간벽지 어린이들을 위해 전산 학교를 세워 컴퓨터 80여대를 기증하기도 했다.
해외 활동 중 베이비복스는 지난 해에 이어서 두 번째로 중국에서 공연 사기를 당했다. 베이비복스는 심양 지역에서 두 번의 공연이 있었지만 개런티는커녕 호텔비도 내지 못해서 체류돼야만 하는 일이 발생했었다.

##### 중국에 '베이비 복스 전산학교', '베이비 복스 쇼룸'이 생기다
중국 베이징에는 베이비 복스의 이름을 딴 학교가 생기기도 하였다. 중국 정부에서 어린이에게 꿈과 희망을 심어주기 위해 산간벽지에 학교를 세워주는 '희망 공정' 프로그램의 일환으로 2001년 9월 27일에 베이비 복스가 이 프로그램에 참여하여 중국 언론과의 회견이 대대적으로 열리기도 했다.
베이비복스는 '현대모니터' 중국 법인(현대 톈진(천진) 다매체 유한공사ㆍ법인장 김호연)과 함께 베이징 근교의 황산취 도거주앙 중학교와 옌창현 칭룽전 초등학교 등 2개 학교에 42대의 컴퓨터와 현대모니터를 기증했다. 학생 정원 1,200명이었던 북경의 황산취 도거주앙 중학교에서는 아예 컴퓨터 교육 교실과 학교 간판을 베이비복스로 갈아 달며 뜨거운 환영의 뜻을 표명했다. 베이비복스는 이후로도 컴퓨터를 기증하는 프로그램을 계속 실시하여 중국 내 각 성에 베이비복스의 이름을 단 학교들이 생기게 되었다.
전 해였던 2000년 10월에 계림시 관광 친선대사로 임명 된 바 있던 베이비복스는 2001년 '여유국'(旅遊局, 중국 내에서 여행ㆍ유람을 관장하는 정부기관으로 관광청에 해당하는 기관)가 새로 설립한 리조텔에 출자하여 리조텔 내부에 '베이비복스 쇼룸'이 오픈됐다.
이 쇼룸에서는 베이비복스의 CD 및 공연 사진과 브로마이드 등을 비치해 판매했으며 리조텔에서 발생한 수익금으로 계림시 초등학교에 도서를 기증하였다. 계림시는 베이비복스가 관광 친선대사로 임명 된 이후 계림시의 한국인 관광객이 26% 증가된 점(계림시 방문 외국 관광객 증가율 1위)에 고무되어 감사하는 마음으로 체류, 관광 비용 일체를 계림시에서 부담하여 베이비복스 멤버들의 부모님들을 초청하기도 했다.
2001년 11월 5일 계림시의 계산호텔 2층 그랜드볼룸에서는 '베이비복스 흉내내기' 등 다양한 프로그램이 펼쳐졌다. 이에 앞서 베이비복스는 2001년 11월 3일 이 호텔에서 열린 국제 관광제 개막행사에 참가하였고, 4일에는 카퍼레이드, 5일에는 팬 미니콘서트에도 참여했다.
베이비복스 측은 "지난 3년 간 중국에서 활동하며 '한류 열풍'의 주역이 됐지만 일부에서는 외국인들에 대해 견제하는 것도 사실"이라며 "버는 만큼 투자하고 베푼다는 차원에서 중국 내에서의 공익 활동에 적극 참여하는 것"이라고 밝혔다. 또한 베이비복스는 2001년 9월 한ㆍ중수교 9주년 기념으로 기획된 심양(선양), 베이징 공연에서 기획사인 희래예술단(대표 유정자)으로부터 공연 개런티는 물론 체류경비까지 받지 못하는 등 사기를 당한 바 있었는데, 이런 악조건 속에서도 공연을 강행하여 팬들과의 약속을 지킨 데 대해 중국 팬들로부터 뜨거운 박수를 받았다.

### 2002~2003 제2의 전성기

#### Special Album (2002)

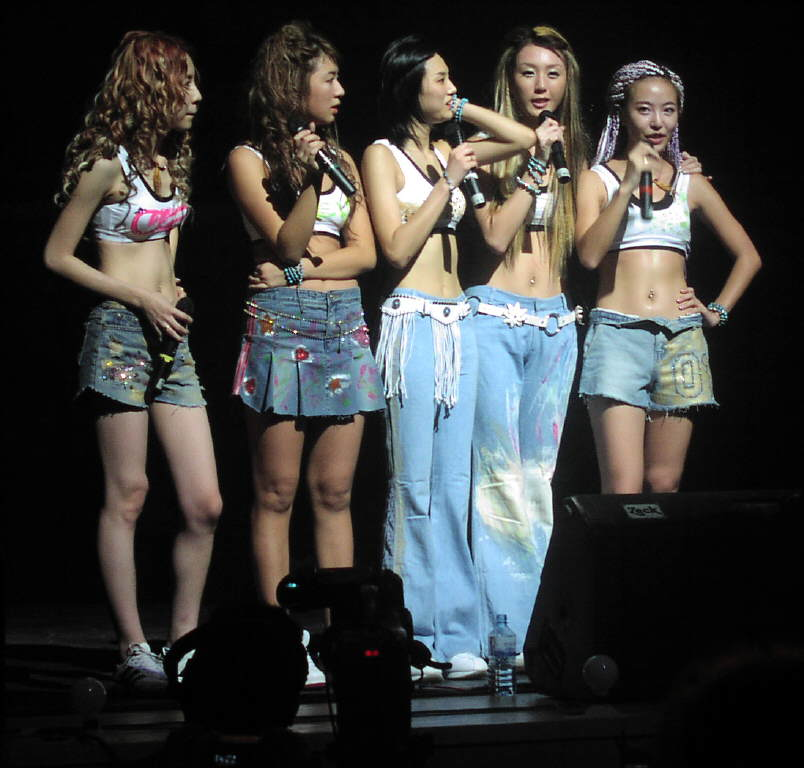
2002년 8월 15일 개최된 단독콘서트에서의 베이비복스

2002년. 이전 앨범들의 프로듀서였던 김형석과 결별하고, <Special Album>을 발매한다. 타이틀곡 <우연 (우울한 우연)>은 1990년대 중반, 그룹 콜라(KOLA)가 히트시킨 노래 〈우울한 우연〉을 하우스 버전으로 재편곡했고 클론의 강원래가 안무를 맡아 화제가 되었다. 발매 1주일만에 가요차트 3위에 올려놓으며 2주 연속으로 SBS <생방송 인기가요>에서 1위 수상을 했다. 1999년 3집 활동당시 이후로 베이비복스는 두 번째 전성기를 맞이했고, <우연>이 월드컵 응원가로 채택되면서 더욱 선풍적인 인기를 누렸다. 이러한 인기에 힘입어 그 해 대선 홍보곡으로도 사용되고2002년 월드컵 치우미 홍보대사로 임명되었다. 활동 중반 멤버 이희진이 모 방송에서 예능 오락프로를 녹화하던 중 말뚝박기 게임을 하다 척추를 부상당해 전치 4주 진단을 받아 병원신세를 지게 되었고 동반 출연한 심은진은 찰과상을 입었다.
한편 중국 베이징에서는 베이비복스의 이름을 딴 "베이비복스 가요제"가 개최되었는데 1차전에 약 4000명이 몰리는 대성황을 이루었다. 그곳에서 발탁된 SM 엔터테인먼트 소속 장리인에게 2007년, DR뮤직의 윤등룡 대표는 서울 중앙지법에 장리인과 그의 현 소속사인 SM엔터테인먼트를 상대로 “2억원의 손해를 배상하라”라는 내용의 소장을 제출했다. 장리인이 소송에 휘말리게 된 것은 이미 지난 2003년 DR뮤직과 한차례 전속계약을 체결한 데서 비롯됐다. 중국과 한국을 오가며 각종 트레이닝을 시키면서 상당한 비용을 썼고 음반 준비도 서두르고 있었다”라면서 “하지만 어쩐 일인지 2003년 8월 장리인의 친모가 ‘공부를 계속 시키고 싶고 공부가 끝난 후 재계약을 체결하겠다’라고 요청해와 국제적인 신의를 생각해 계약을 일시적으로 풀어줬다”라는 설명을 했다. DR뮤직은 저간의 사정을 바탕으로 지난 1년여간 SM엔터테인먼트와 장리인을 잇달아 접촉했으나 협상이 원활치 못해 결국 소송을 제기하기에 이르렀다. 당시 계약서에 따르면 장리인은 계약파기시 손실액과 위약금 등 총 500만위안(약 6억4000만원)을 물어줘야한다”면서 “하지만 한국 음반기획사 간의 관계를 고려해 기존 장리인에게 투자됐던 비용에 해당하는 2억원만 돌려받자는 취지에서 소송을 진행하게 됐다”라고 말했다.
이 시기에는 멤버들의 개인 활동이 크게 두드러졌는데 우선 간미연은 영화 배우로 변신해 한국의 무비야닷컴과 중국의 마루엠픽쳐스가 함께 작업하는 한중 합작 영화 '와와'의 여주인공으로 캐스팅되었다. 초보 연기자 간미연을 제작비 70억원 규모의 블록버스터 영화에 전격 발탁한것은 <우연>의 뮤직비디오에서 녹록지 않은 연기력을 선보인 데다 베이비복스가 중국에서 최고의 인기를 누리고 있기 때문이라고 설명했다. 그리고 리더 김이지는 중국의 CCTV와 한국의 KBS의 합작드라마 '북경 내 사랑'에 캐스팅된다. 2002년 11월 자신의 출연이 예정된 1회분의 촬영을 마친 상태였지만 드라마의 80％ 이상을 찍을 곳으로 예정돼 있던 중국이 사스(중증 급성호흡기증후군)의 된서리를 맞으면서 촬영이 무려 1년이나 연기됐다. 그 사이 주요배역이 대부분 바뀌어 무려 2년이 지난 2004년에 재촬영에 들어가는 해프닝이 있었다.
국내에서의 2달간의 짧은 활동 후, 대한민국 가수로서는 처음으로 태국의 음반 시장에 진출하여 좋은 반응을 얻었고 2003년 3월 21일과 22일, 태국의 휴양지 파타야에서 열린 그래미 뮤직 페스티벌에 한국 대표로 참가했다. 그래미 뮤직 페스티벌은 태국 정부가 주최하는 국제 가요제로, 태국을 비롯해 한국 일본 홍콩 등 아시아권 톱가수들은 물론, 세계적인 스타들도 참여해 벌이는 옴니버스 가요제였다.
2003년 2월 9일에는 미국 LA 베벌리힐스에서 단독 콘서트를 열었다. 당시 베이비 복스의 콘서트는 미국 LA의 KSCI 방송 주최 설날맞이 행사 중 하나였다. KSCI는 중국인 주주들이 다수 참여하고 있는 미국 방송으로 중화권에서의 베이비 복스의 인기가 이들에게도 익히 알려져 1순위로 추천된 것이었다. 설날을 명절로 여기는 현지 아시아권 사람들을 주요 대상으로 펼친 당시 행사에서 베이비 복스는 약 50분간 자신들의 히트곡과 팝을 섞어 공연했다. 이 시기부터 미국 진출에 힘이 가해지기 시작한다. 그리고 일본 NHK 아시아 가요제에 한국 대표로 참가해 《우연》과 《Killer》 두 곡을 퍼포먼스했고 2002년 말부터 일본 도쿄 TV에서 방영된 애니메이션 '플라토닉 체인'의 주제곡을 불러 화제가 됐는데, 그 곡에 대한 인기가 급상승하면서 일본어로 재녹음하여 EP 앨범을 발매했다. 2003년 4월 말에는 도쿄 시부야 라이브홀에서 미니콘서트를 열어 일본 시장에 대한 문을 두드렸다.

##### 단독 콘서트
2002년 8월 15일에는 리더 김이지가 재학했던 경희대학교 평화의 전당에서 데뷔 5년만에 첫 단독 콘서트를 개최하였다. 총 2회의 공연을 개최했으며, 콘서트는 전석 매진되었다. 또한 콘서트를 축하하기 위해 J-WALK, 강성훈, 코요태, 클론, 홍경민 등이 게스트로 참석했다.
베이비 복스는 그 동안 중국 무대에 주력하다보니 국내 팬들에 소홀하다는 질책도 많이 받았는데, 그 때문에 대중문화 수출의 선봉에 섰다는 자부심에도 불구하고, 국내 팬들의 반응이 마음에 걸렸다. 그런 의미에서 2002년 8월 15일의 국내 첫 단독 콘서트의 성공은 의미가 컸다. 베이비 복스는, "중국 팬들의 사랑도 좋지만 한국 팬들의 지지를 얻을 때 더 큰 힘이 난다"라며 데뷔 이후 발표했던 모든 히트곡을 라이브로 열창하며 화려한 무대를 꾸몄다.
공연의 전체적인 콘셉트는 '쑈쑈쑈'. 기존 콘서트의 틀을 깨는 '난장 파티'를 연출하며 확실한 볼 거리를 제공했다는 평가를 받았다. 공연 실황의 모습은 Mnet에서 1시간 분량으로 편집되어 방송에 송출되었고 추후에 VCD화되어 발매되었으나, 물량이 적어 지방에 사는 팬들은 구입하기가 힘들었다고 한다.

#### 6집 DEVOTION (2003)
2002년을 끝으로 대한민국에서 최고 인기를 구가하던 S.E.S.가 공식 해체를 선언하고, 4인조 틴팝 걸그룹 핑클이 개인활동을 위해 활동 중단을, 베이비복스 역시 리더 김이지가 드라마촬영으로 인해 해체를 하는 것이 아니냐는 의견이 증폭되었지만 이를 부정이라도 하듯, 2003년 통산 6번째 앨범이 되는 <DEVOTION>을 발표한다. 국내를 포함해 대만, 홍콩, 태국, 일본, 베트남 등 7개국에서 동시 발매되었는데 전세계에서 선주문량만 40만장에 달하는 큰 기록을 세웠다. 국내에서 역시 발표 2주만에 음반 차트에서 6위로 치솟기도 했다. 그리고 지난 1월에, 베이비복스는 지구촌나눔홍보대사로 홍보대사로 위촉받아 앨범의 수익금 일부를 사회에 한원했다. 6집 앨범은 중국에서도 큰 성과를 얻었는데, 훗날 영어 시험지에도 등장하며 화제가 되었다. 타이틀곡 <나 어떡해>는 김창환이 작곡한 빠른 테크노 리듬과 신시사이저 전자음이 어우러진 유로팝 분위기의 댄스곡으로 슬픈 가사와 신나는 멜로디로 인기를 끌었다. 활동 후반 SBS 인기가요에서 뮤티즌송 제도 도입 후 첫 여성그룹 수상에 성공하기도 했다. <나 어떡해>로 활동 하던 중 멤버 간미연이 오전 스케줄을 위해 10시쯤 벤을 타고 올림픽 대로를 지나다가 교통사고가 일어나 팬들에게 큰 걱정을 끼쳤지만 다행히도 외상은 없었다. 그리고 뉴욕에 공연을 갔다가 항공기에 폭발물 오인 소동이 일어나 테러의 위협을 당해 20시간동안 공포에 떨었고 이로 인해 비행 시간이 4시간이나 지체되어 SBS 인기가요 스케줄을 펑크 낼 뻔 했지만 다행히 스케줄을 이상없이 소화해냈다.
2003년 9월, 멤버 이희진이 뮤지컬 <펑키펑키>를 위해 고된 연습을 마치고 귀가하던 중에 납치를 시도하는 괴한들에게 저항하며 격투를 벌였고, 그녀의 비명소리를 들은 행인들이 뛰어오자 괴한들은 그대로 달아났다. 당시 주변에 있던 한 목격자는 "한적한 골목에 주차해 있던 흰색 트라제 XG 옆으로 이희진이 지나가자 서너명의 건장한 젊은이가 문을 열고 다가와 승강이를 벌였고, 그녀가 소리를 지르며 저항하자 황급히 가방을 빼앗아 달아났다"라고 말했다. 이희진의 가방에는 수표·현찰 120여만원과 CD플레이어 등 총 150여만원 상당의 금품이 있었던 것으로 알려졌다.　또 다른 목격자는 "사건현장에 도착했을 때 이희진은 넘어져 있었고, 여기저기 작은 상처들이 보였다"라며 당시 급박했던 상황을 확인해줬다. 이번 사건과 관련해 소속사측은 "일단 피해가 크지 않고, 일이 확대되는 것을 원치 않아 경찰 수사는 의뢰하지 않았다."라고 말했다.
2003년 가을, 베이비복스는 홍콩 진출 관련 기자회견과 뮤직비디오 촬영을 위해 이틀간 현지에서 머물렀는데, 홍콩의 유명 영화배우 겸 가수인 곽부성이 베이비복스와 함께 저녁식사를 하고 싶다며 두 가수가 저녁시간을 갖고 있을 때 중국 파파라치가 김이지와 곽부성이 함께 있는 사진을 퍼뜨려 스캔들이 났었다. 9월에는, 핑클에 이어 걸그룹으로는 두 번째로 SBS에서 개최하는 "통일음악회"의 참여를 위해 평양에서 공연을 펼쳤다. 공연 전 합동 리허설에서는 크롭톱을 입고 무대에 올랐으나 리허설 후 북한 관계자의 요청으로 배꼽을 가린 다른 의상으로 갈아 입고 본 무대에 섰다고 한다. 그리고 몽골 대통령에게 초청을 받아 콘서트를 개최했었는데 개런티 대신 공로상을 받고 멤버 당 1000평 크기의 땅과 집 다섯채를 선물받았다. 하지만 2006년, 멤버 간미연이 MBC 예능 프로그램 일요일 일요일 밤에의 코너 '경제야 놀자 베이징 편'에 출연해 2003년 몽골 정부로부터 증여 받은 땅의 가치를 의뢰했지만 결과는 황당함 그 자체였다. 간미연은 허망하게도 1,000평의 땅이 경제 가치 ‘0원’이라는 답변을 들었다. 감정에 나선 전문가는 “이 땅의 가치가 전혀 없다. 일정 지역으로만 표기됐고 정확한 주소가 없어서 소유권 확인이 불가능하다. 게다가 몽골은 모든 땅이 국유지로 지정되어 있기 때문에 사유권을 행사할 수 없다. 따라서 1,000평의 땅의 가치는 0원이다”라고 말했다. 결국 베이비복스는 몽골 정부에게 국제적인 사기를 당한 것이었다.
한편 중국 드라마 출연으로 인지도를 높인 리더 김이지는 6개월 간 약 4억 원의 개런티를 받고 삼성 카메라 CF를 찍었다. 광고는 중국 전역에 걸쳐 방송되는데, 삼성전자 현지 법인을 통해 미화로 개런티가 지급되었다.
6집 활동과 동시에 중국에서 발표한 싱글 "I'm Still Loving You"가 대 히트를 기록하며 베이비복스는 중국내 최고의 청취율을 자랑하는 중앙 인민라디오방송국 '음악지성 중국유행가요배행방'에서 외국인 가수로는 최초로 정상에 등극했다.
'음악지성 중국유행가요배행방'은 가수의 인기도와 라디오방송횟수, 음반판매량 등을 합쳐 매주 인기순위를 매기는 프로그램으로, 가요관계자들은 "'보아의 오리콘 차트 1위와 맞먹는 성과'"라면서 "'한국가수의 자존심을 세운 일'"이라고 축하했다.
2003년 연말, 베이비복스는 1999년 중국에 진출한 이후 4년간 해외공연만 45회를 달성하고 거리로 환산하면 90만 1500km 즉, 지구를 약 20바퀴 회전한 것과 맞먹는 기록을 세워 기네스 북에도 도전하며 한류스타로서의 위엄을 떨쳤다.

### 2004~2006 7집의 부진과 그룹 해체

#### 7집 Ride West (2004)
7집 음반의 준비를 시작하던 중 힙합 뮤지션을 다수 소유하고 있던 벙갈로 뮤직이 아시아권 가수들의 포섭을 모색하기 위해 MTV와 채널[V]를 모니터하던 중 중화권차트 1위에 오른 바 있으며, 홍콩·태국·대만에서도 인기가 높은 베이비복스의 존재를 인식하게 됐다. 벙갈로뮤직측은 지난해 말 관계자를 한국에 보내 연말 가요대상 시상식, SBS <인기가요> 등을 통해 베이비복스의 모습을 다시 한번 지켜본 후 미국 음반시장 진출을 제의하기에 이르렀고 DR뮤직과 함께 계약을 맺으며 앨범 전체의 프로듀싱을 맡게 되었다. 제니퍼 로페스가 랩과 코러스 등으로 참여하는 등 지금까지의 국내 가수의 정규앨범에 세계적인 팝스타가 함께 노래를 불러 수록하는 경우는 처음이었고 힙합계의 전설 투팩이 생전 녹음했던 곡들을 샘플링하여 투팩이 랩을 하면 베이비복스의 래퍼 김이지가 이에 화답하듯 래핑하는 형태를 취하는 형태의 곡들을 녹음하게 되었다. 2003년 겨울부터 녹음을 시작해서 2004년 1월의 모든 녹음과 뮤직비디오 촬영까지 끝마쳤고 뮤직비디오에는 세계 최고의 경주용 자동차를 등장시키기 위해 홍콩 등지에서 차를 공수해 오는 등 40억원 가까운 제작비가 소요되었다. 앨범을 준비하던 2004년 4월에는 태국의 명문 골프홀인 방콕CC에 아일랜드홀인 10번홀 정면에 가로 20m, 세로 30m의 대형 베이비복스홀이 생기기도 했다. 이 모든 것은 태국에서 베이비복스가 큰 인기를 얻었기 때문에 가능한 일이라고 주최측은 전했다.

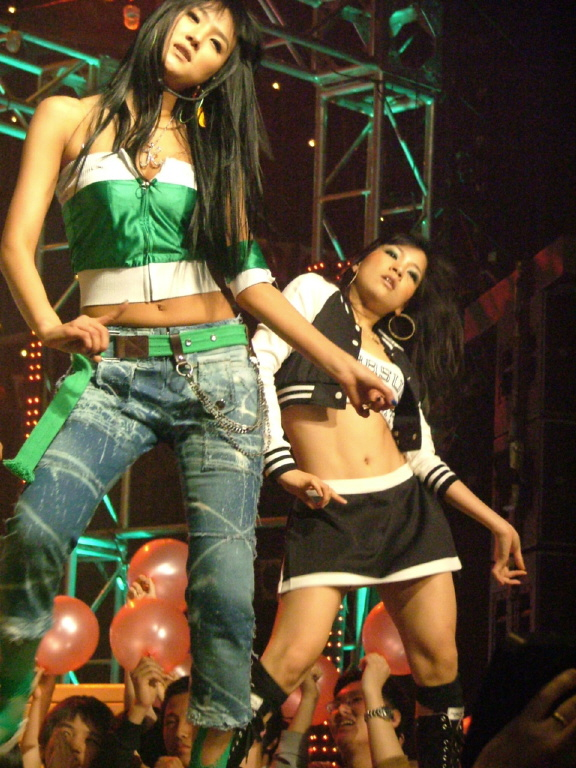
2004년 7집 활동중 베이비복스의 이희진

2004년 4월, 대망의 정규 7집 앨범 'Ride West'를 발표한다. 타이틀 곡 <Xcstasy>는 벙갈로 뮤직의 소속 랩퍼인 플로스 피가 랩핑에 참여했고 같은 달 18일에 SBS 인기가요를 통해 첫 무대를 가질 예정이었으나 방송 전날에 SBS 심의실 측은 <Xcstasy> 라는 제목으로는 방송이 불가능하다는 소식을 알렸고 급작스럽게 ‘환상’으로 제목을 바꿔야 했다. <Xcstasy>의 활동은 랩퍼 플로스 피의 다른 음반 작업 때문에 2주만 계획되었지만 플로스 피가 베이비복스의 활동을 위해 음반 작업을 연기하고 총 4주동안 타이틀곡 무대에 오르는 의리를 보였다. 6월부터는 제니퍼 로페즈가 참여한 <Play Remix>로 후속곡 활동을 펼쳤고, 7월에 광주 염주체육관에서 '빨간 토요일'이란 타이틀로 단독콘서트를 개최할 예정이었다. 이 공연에서는 7집의 수록곡들을 중심으로 꾸며질 예정이었지만 이하늘과의 법정 다툼과 이미지 손상 등의 이유로 무산되었다.
8월에는 일본 나카오카 후생회관에서 열린 ‘2004니가타-서울 산업 관광 문화교류사업전’ 전야제 무대에 서기 위해 일본을 방문했고 도쿄의 홀리데이호텔에서 기자회견과 미니 라이브 무대를 선보였으며 일본 언론들은 베이비복스의 일본 방문을 일제히 보도했다.11월에는 원자바오총리앞에서 중국 남녕에서 열리는 `제1회 CAFAIR(동아시아연맹) 박람회` 폐막식 공연에 참석해 열창의 무대를 꾸몄고 이 행사의 참여는 공연을 주관하는 CCTV 관계자의 요청에 따른 것으로 현지에서의 베이비복스 인기를 그대로 반증시켰다.가수 비와 12월부터 중국 베이징에서 대규모 합동 콘서트를 갖기도 했는데 이 공연은 이벤트성 행사가 아닌 유료 공연으로는 2002년 베이비복스 단독 콘서트 이후 2년 만에 처음으로 국내 가수로서 이례적인 공연 허가를 받았으며, 주최측인 Vnet midas와 DR china는 이 공연을 주최하기 위해 중국 정부와 6개월간의 교섭 끝에 어렵게 공연 비준을 받아 절차가 까다로운 중국공연을 성사시켰다.

#### 이하늘의 미아리 복스 발언과 법정 다툼
<Xcstasy>로 활동하던 중 케이블TV M.net의 '힙합더바이브' 코너에 게스트로 출연한 동료 가수 DJ DOC의 멤버 이하늘이 베이비복스를 향해 죽은 사람을 상업적으로 이용한다며 공개 비난했고 이에 베이비복스 측 랩퍼 플로스피는 “지적에 감사한다. 베이비복스 음악에 최선을 다했는데 하늘씨의 음악성에는 미치지 못한 것 같다. 하지만 DJ DOC의 랩도 그저 미국랩을 빌려 쓰는 정도에 그쳤다고 생각한다. 정체성이 없어 보인다. 자신도 남의 것을 가져다 활용하면서 ‘다른 사람의 것은 아니다’라고 비난하는 것은 공인의 도리가 아닌 것 같다”라며 이하늘의 발언에 맞대응했다. 해당 발언을 접한 이하늘은 이후 자신의 홈페이지를 통해 장문의 베이비복스와 플로스 피를 비방하는 글을 올렸는데 이 과정에서 '미아리복스'라는 성적 비하 단어를 사용하며 큰 물의를 일으켰고 베이비복스에게 막대한 이미지 손상을 입혔다. 이에 베이비복스 측은 이하늘에게 '6월 19일까지 사과하라'라는 최후 통첩을 보내며 강경 대응에 나선다. 이하늘은 공식 기자회견을 열어 ‘미아리복스’란 단어 선택은 내가 생각해봐도 직설적인 표현이었다며 사과했지만 베이비복스 소속사에 대해 “당신들이 당한 명예훼손과 당신들이 실추시킨 투팍의 명예 중 어떤 것이 큰지를 생각해 보라”라며 “나는 후자가 크다고 생각한다”라고 말했는데 이에 DR뮤직의 윤등룡 대표는 이하늘에 대한 형사소송을 제기하기에 이르렀다. 동료 연예인 김진표는 자신의 홈페이지에 글을 올려 이번 사건이 베이비복스가 최근 앨범에 미국의 래퍼 투팍의 랩을 삽입한 데서 시작된 것임을 지적하며 "어쨌든 이번 일로 투팩이 조금은 웃을 것 같은 느낌이 든다"라고 말했고 많은 힙합 아티스트의 팬들이 베이비복스를 향해 의미심장한 비난의 말을 던졌다. 이 사건에 대해 가요 관계자 강모씨는 "힙합 뮤지션들이 아이돌스타를 공격하는 것은 미국 힙합계에서는 흔히 있는 '디스'의 한 형태"라며 "이하늘이 에미넴을 따라하는 것 같은 느낌도 들지만 특정 연예인을 무차별 공격했다는 점에서 파장이 클 것으로 예상된다"라고 말했다.

#### 투팍 레코드사의 저작권 고소
투팍의 어머니가 설립한 아마루(Amaru) 레코드사 측은 라이센스 계약을 하지 않고 투팍의 음악과 트레이드마크를 사용하는 것을 중단시키기 위해 베이비복스와 기획사를 고소하겠다"라는 내용을 전달했다. 이에 대해 베이비복스는 "투팍의 음악 샘플링은 미국 힙합의 메카 '벙가로 뮤직'의 한 업체로부터 제의를 받아 합법적으로 이뤄진 것"이라며 아마루는 투팍의 전체 저작권을 보유하고 있지 않아 법적인 하자가 없으며 투팍의 저작권은 아마루 뿐 아니라 투팍 스테이트, 인터스코프 등 여러 레이블이 공유하고 있으며, 베이비복스는 작년 11월 데스로우와 DTTG로부터 아시아 지역에 대한 음원, 초상권 및 영상 사용권을 구입한 뒤 지난 앨범을 출시했다고 밝히며 억울함을 호소했다. 결국 합법적으로 음원을 사왔다는 사실이 확인돼 해프닝으로 마무리짓게 되었다.

### 심은진의 탈퇴와 그룹 해체
이하늘과의 법정다툼으로 베이비복스의 7집 활동은 결국 2달만에 중단되었고 그 해 9월 오스트레일리아(호주)에서의 스케줄을 끝으로 모든 활동을 종료했다. 12월, DR 뮤직의 대표 윤등룡은 공식 홈페이지를 통해 심은진과의 재계약을 성사하지 못했고 팀에서 탈퇴한다는 소식을 알렸다.
심은진이 탈퇴를 하자 해외 시장 공략을 위해 중국인 멤버를 추가로 투입한다고 언론에 밝혔지만 성사되지 않았고, 곧이어 2005년 윤은혜가 DR뮤직과의 재계약을 하지 않을 것임을 밝혔다. 또한 이듬해 나머지 멤버들이 차례로 탈퇴를 하면서 베이비복스는 결성 7년만인 2006년 2월에 잠정 해체되었다.

### 현재
2004년 심은진이 팀을 탈퇴한 뒤, 일부 언론이 그의 탈퇴 이유가 불화라는 추측성 기사들을 보도했고 네티즌 사이에서도 베이비복스의 불화설이 크게 화제가 되었다. 이에 심은진은 2005년 1월에 마련된 개인활동을 밝히는 기자회견에서 “베이비복스와의 불화설은 사실 무근”이라며 강하게 일축했고, “멤버들과 함께 생활했던 8년은 소중한 시간이었고 우정도 무시할 수 없는 것”이라면서 “최근에도 멤버들과 만나서 이야기를 나눴다”고 해명했다. 하지만 심은진의 해명 이후에도, 윤은혜가 팀에서 탈퇴한 뒤 베이비복스의 공식 행사에 등장하지 않자 베이비복스의 불화설은 일파만파 커져버렸다.
2009년 예능 프로그램 녹화에 참여한 심은진은 “그룹 불화설에 대해 곰곰이 생각해본 결과 그 원인을 알게 됐다. 베이비복스 멤버들끼리 존댓말을 썼던 게 그 이유였다”면서 “외부에서 볼 때는 존댓말을 쓰는 게 군기를 잡는다고 생각한 것 같다. 그래서 항간에는 멤버들끼리 때린다는 소문도 있었다”고 난무했던 억측들을 소개했고“저는 오히려 존댓말이 팀워크를 유지하는 비결이라고 생각한다”면서 “제가 베이비복스를 탈퇴했던 것은 멤버들과는 무관했다. 소속사와의 문제가 있었는데 괜한 영향을 끼칠까봐 멤버들과 상의하지 않고 나혼자 빠져나왔다”고 설명했다. 이어 “분명 멤버들과는 좋게 헤어졌는데 탈퇴 기사가 보도된 후 멤버들에게 전화했더니 다들 화가 나 있었다. 제가 팀의 리더를 하고 싶어서 멤버 언니들을 모두 탈퇴시켜줄 것을 요구했다는 소문이 돌았다”며 “베이비복스 불화설의 중심에 내가 있어서 너무 속상했다. 다행히도 지금은 모든 오해가 풀려서 멤버들과 잘 지내고 있다”고 불화설의 진상에 대해 후련하게 털어놓으며 환하게 웃었다.
2010년 8월 해체 후 처음으로 베이비복스 멤버 전원이 함께 'SBS 김정은의 초콜릿'에 출연하게 되었는데, 녹화 도중 윤은혜는 "이 자리를 빌어 처음 얘기한다. 연기자로 데뷔를 한 뒤 선배님들이 다시 가수 이미지로 돌아가는 것을 좋아하지 않았다”고 당시 상황을 설명했다. 이어 그는 “팬미팅이나 멤버로서 공식 자리에 참석하지 못했고 그래서 불화설이 일어난 것 같아 미안했다.”고 말해 그간 마음고생이 심했음을 밝혔다. 또 “언니들이 있었기 때문에 내가 이 자리에 있는 것 같다. 앞으로도 변함없는 막둥이 자리에서 언니들을 챙기고 말 잘 듣는 막둥이가 되겠다.”고 각오를 전하며 눈물을 쏟아내 안타까움을 자아냈다.
2014년 5월에는 멤버 간미연이 심은진이 몸담고 있는 회사에 이적하면서 여전한 의리를 보여줬고, 현재도 자주 만남을 가지며 돈독한 우정을 다지고 있다.
2024년 12월 14년만에 완전체로 2024 KBS 가요대축제 글로벌 페스티벌에 출연하였다.
2025년 1월 완전체로 전지적 참견 시점에 출연하였다.
2025년 8월 2일 개최하는 《여수 K-메가아일랜드 페스티벌 Orange day》에 출연할 예정이다.
2025년 9월 26일과 27일에 이틀간 경희대학교 평화의 전당에서 23년 만에 단독 콘서트를 개최할 예정이다.

## 스타일과 영향
베이비복스는, 데뷔 초 영국에서 걸파워를 이끌었던 스파이스 걸스에게서 영감을 받았다고 줄곧 밝혀왔는데 1990년대 후반부터는 TLC 등이 유행시키는 R&B와 팝 스타일을 표방하여 대한민국 걸그룹으로는 최초로 섹스 어필을 시도했다. 《월스트리트저널》은 그들을 "스파이스 걸스의 아시안 버전" 라며 평가했고 일본의 《마이니치신문》은 "베이비복스가 일본 가요계에 지각변동을 일으킬 것으로 예상한다"라고 소개했다. 국내 가요 관계자들은 "베이비복스는 오늘날 걸그룹 구성의 단초를 만들었다는 평가를 받는다. 외국인 가수로는 처음으로 중국에서 단독 콘서트를 하는 등 시대를 앞서간 걸그룹이었다."라고 말하며 그들의 영향성을 확고히했다. 美 빌보드에서는 꼭 알아야 할 K-POP 걸그룹으로 베이비복스를 뽑기도했다.
베이비복스는 활동 기간동안 의상이나 안무 등이 선정적이라고 줄곧 비난받아왔지만 현재 K-POP 걸그룹들이 기본적으로 입고 나오는 크롭톱이나 피어싱 등을 최초로 시도한 걸그룹 역시 베이비복스였다. 대중들은 2세대 걸그룹 씨스타를 보면서 "1990년대 베이비복스를 보는듯한 느낌이었다"고 평가한다. 가수 송하예는 "어린시절 베이비복스의 음악을 들으며 멋있다는 생각을 하면서 가수의 꿈을 키웠다"고 말했다. 이처럼 베이비복스는 대한민국 걸그룹 역사에 큰 영향을 끼친 최초의 섹시 걸그룹으로 평가받고있다.

### 베이비복스가 대한민국 대중음악사에서 가지는 의의
1997년 7월 3일 메이저 데뷰한 그녀들의 1집 앨범은 페미니스트적인 메시지를 담고 있었다. 이것은 당시로서는 상상조차 할 수 없었던 주제였으며, 일본의 걸 그룹 스피드 등을 모방한 다른 걸그룹과는 다르게 POP을 편승하여 '아시아의 스파이스 걸스'를 표방하였다.
걸그룹 최초로 랩 장르를 도입한 그룹 역시 디바, O-24도 아닌 베이비복스였다. 1집 활동이 끝난 뒤 탈퇴했던 멤버 정시운은 뛰어난 랩 실력의 소유자였다. 하지만 보수적이었던 당시의 사회 정서 상 여성이 랩을 구사한다는 자체만으로도 대중들은 납득하기 어려운 현상이었다. 그리고 시간이 흐른 뒤, 디바가 힙합을 편승한다며 랩을 선보이게 되면서 베이비복스가 랩을 시도했던 사실은 대중들의 기억에서 희미해져 버리고 말았다. 당시에 여성이 랩을 하는게 얼마나 큰 충격이었는지를 증명해주는 해프닝이 있다. 같은 해 11월에 데뷔한 S.E.S.의 데뷔곡 "I'm Your Girl"의 끝 부분 10초 쯤에, 여성 멤버 바다가 같이 따라부른 랩 파트 자체만으로 큰 논란거리가 되었었으며, 4대 PC 통신에서는 그 랩부분을 당장 삭제하라는 글이 올라오기도 했었던 해프닝이다. 이러한 해프닝은 그 당시 가요계의 분위기가 얼마나 보수적이었는지를 반영해 주는 사건이라고 볼 수 있겠다. 1집 때 랩을 담당하던 멤버 정시운의 탈퇴로 인해 정시운 대신 랩을 담당하게 된 멤버 김이지의 랩은 요즘 걸그룹들에서 대세를 이루는 저음 랩의 원조였다.
베이비복스는 K-POP 걸 그룹 최초로 섹시 코드를 도입했다. 베이비 복스의 멤버들의 평균 신장은 168cm로서 거의 170cm에 준했다. 지금 기준으로도 매우 늘씬하고 섹시한 신체조건이다. 활동 당시에 다른 어떤 그룹과도 비교할 수 없는 신체조건을 가졌었던 그룹이었음은 두 말할 것도 없다. 그런 장점을 그녀들은 한껏 부각시켰다. 1999년의 3집 '겟업'과 '킬러'는 엄청난 히트였다. 이 앨범으로 활동하는 동안 베이비복스는 아찔한 노출 의상과 현란한 율동 등을 선보이며 성적매력을 물씬 풍겼으며, 멤버 모두 춤에 능했기 때문에 안무도 대단히 섹시하고 격렬했다(요즘의 걸그룹들은 무용과 출신 멤버 혹은 춤 전담 멤버가 팀마다 한 명씩은 있는데, 베이비복스 멤버였던 김이지 역시 무용과 출신이다). 이러한 장점들은 이후 베이비 복스의 독보적인 성격을 결정지었다. 4집 'Why'(2000년), 5집 'Boyish Story'(2001년), 5.5집 '우연'(2002년), 6집 'Devotion'(2003년)에 이르기까지 베이비 복스는 섹시한 걸그룹의 지존이었다. 베이비복스는 대한민국의 지상파 방송에서 처음으로 핫팬츠와 크롭톱, 염색 머리, 피어싱 등을 착용했으며 당시에는 큰 비난을 받았지만 오늘날의 K-POP 걸 그룹들은 베이비복스의 시도가 아니었다면 속살을 모두 가리고 나와야 됐을지도 모른다. 그러나 당시의 보수적이었던 사회적 정서에 맞지 않게 지나친 섹시어필이라는 이유로 과소평가 당하기 일쑤였고, 베이비복스가 활동했던 당시에 활개 치던 안티 팬들은 베이비복스의 콘셉트에만 시선이 맞춰져 그녀들의 음악성에 대해서는 주의 깊게 귀를 기울이려는 시도조차 하지 않고 무시했다.
베이비복스는 대한민국 여성 아이돌 그룹으로는 S.E.S.를 이어 두 번째로 해외에 진출했던 원조 한류 그룹이다. 하지만 S.E.S.는 주로 일본을 공략한 반면, 중국과 동남아를 먼저 공략한 팀은 베이비 복스였고, 그곳에서 최초의 걸그룹 한류 열풍을 만든 팀도 베이비 복스였다. 중화인민공화국을 시작으로 일본, 타이, 중화민국, 베트남, 홍콩, 미국 등에 진출하여 아시아를 중심으로 큰 성과를 거두었는데, 최근 2010년대부터 다시 붐을 일으키고 있는 한류 열풍의 주역인 K-POP 아이돌 그룹들이 해외에 나갈 수 있는 길을 그녀들이 먼저 열어 준 셈이라고 볼 수 있다.
또한 2004년의 7집 'Ride west'는 2009년의 원더걸스보다도 5년 앞서 영어 앨범으로 미국 시장을 두드린 최초의 시도였다. 닥터 드레(Dr.Dre) 등이 소속된 미국 음악사에게서 먼저 제의를 받아 투팍(2Pac)과 제니퍼 로페즈(Jennifer Lopez) 등이 참여하여 화제를 모았고, 한국 걸그룹 최초로 미국 시장에 안착할 수도 있을 것 같았다. 그러나 DJ.DOC의 이하늘이 공개적으로 베이비 복스를 디스하면서 상황은 끝났다 이하늘은 명예훼손 소송에서 패했음에도 불구하고 베이비 복스를 향한 비난을 멈추지 않았는데, 그로 인한 마음의 상처는 걸그룹에게는 가혹한 것이었다. 결국 심은진이 먼저 탈퇴했고, 윤은혜가 그 뒤를 따라 탈퇴했다. 팀은 더 이상 존속할 수 없었다.

## 해외 활동

#### 99년 11월 - 00년 1월 초창기 활동
1999년 11월, 중국에서 라이선스 계약을 채결하고 앨범을 먼저 발표한 베이비복스는 99년 3집의 국내활동이 끝나고 12월 북경 TV의 `밀레니엄쇼'에 출연하면서 데뷔무대를 가졌다. 그리고 1월 4일부터 21일까지 북경 상해 등 주요도시에서 중국프로모션투어로 활동에 시동을 걸었다. 이 후 호남위성TV에서 최고의 인기프로인 ‘쾌락대본영’(快樂大本營)의 스페셜코너에 참가,자신들의 히트곡을 열창하며 활동에 박차를 가했다.

### 일본 공연 활동 내역
| 날짜             | 세부 내용                                              |
| ---------------- | ------------------------------------------------------ |
| 2000년 10월 24일 | 단독 콘서트 (시부야 On Air West)                       |
| 2000년 12월 2일  | Korea Super Expo 2000 슈퍼 라이브                      |
| 2001년 1월 16일  | Da Live 2001 (국립대 홀)                               |
| 2001년 11월 16일 | Korea Super Expo 2001 슈퍼 라이브 (인텍스 오사카)      |
| 2002년 11월 17일 | NHK 한일 교류 드림 라이브 한국대표 (마쿠하리 멧세)     |
| 2004년 7월 30일  | 한일 적십자 자선 콘서트 (니가타 현 나가오카 후생 회관) |

## 구성원
| 이름   | 소개 |
| ------ | --- |
| 김이지 | - 본명 : 김희정, Kim Hee-Jung, 金琦芝 - 생년월일 : 1979년 1월 31일(46세) - 출생지 : 대한민국 서울특별시 |
| 이희진 | - 이름 : Lee Hee-Jin, 李姬珍 - 생년월일 : 1979년 5월 16일(46세) - 출생지 : 대한민국 서울특별시          |
| 심은진 | - 이름 : Shim Eun-Jin, 沈恩珍 - 생년월일 : 1981년 2월 6일(44세) - 출생지 : 대한민국 서울특별시          |
| 간미연 | - 이름 : Kan Mi-Yeon, 簡美姸 - 생년월일 : 1982년 2월 25일(43세) - 출생지 : 대한민국 서울특별시          |
| 윤은혜 | - 이름 : Yoon Eun-Hye, 尹恩惠 - 생년월일 : 1984년 10월 3일(40세) - 출생지 : 대한민국 서울특별시         |

### 이전 구성원
| 이름   | 소개 |
| ------ | --- |
| 차유미 | - 이름 : Cha Yoo-Mi - 생년월일 : 1979년 12월 21일(45세) - 출생지 : 미국 - 현재근황 : 작곡가                                                                                                |
| 정현전 | - 이름 : Jung Hyun-Jeon - 생년월일 : 1977년 12월 24일(47세) - 출생지 : 대한민국 부산광역시 - 현재근황 : 현재는 부산광역시 부산진구 초읍동 부산진고등학교 앞에서 ‘초함’이라는 식당을 운영중 |
| 정시운 | - 이름 : Jung Si-Woon - 생년월일 : 1978년 8월 5일(47세) - 출생지 : 대한민국 서울특별시 - 현재근황 : 뉴질랜드에서 '정시운 댄스 아카데미'를 운영중.                                          |
| 이가이 | - 본명 : 이희정, Lee Hee-Jung - 생년월일 : 1968년 7월 19일(57세) - 출생지 : 대한민국 |

### 멤버 변천사
| 멤버/연도 | 9707-9710 | 9707-9710 | 9711-9712 | 9711-9712 | 9809-9901 | 9809-9901 | 9907-2004 | 9907-2004 | 9907-2004 | 9907-2004 | 9907-2004 | 9907-2004 | 2004-2005 | 2004-2005 | 2004-2005 | 2005-2006 | 2005-2006 | 2005-2006 | 2005-2006 | 2005-2006 | 2010 | 2010 | 2010 | 2010 | 2010 | 2024-2025 | 2024-2025 | 2024-2025 | 2024-2025 | 2024-2025 |
| --------- | --------- | --------- | --------- | --------- | --------- | --------- | --------- | --------- | --------- | --------- | --------- | --------- | --------- | --------- | --------- | --------- | --------- | --------- | --------- | --------- | ---- | ---- | ---- | ---- | ---- | --------- | --------- | --------- | --------- | --------- |
| 김이지    |           |           |           |           |           |           |           |           |           |           |           |           |           |           |           |           |           |           |           |           |      |      |      |      |      |           |           |           |           |           |
| 이희진    |           |           |           |           |           |           |           |           |           |           |           |           |           |           |           |           |           |           |           |           |      |      |      |      |      |           |           |           |           |           |
| 간미연    |           |           |           |           |           |           |           |           |           |           |           |           |           |           |           |           |           |           |           |           |      |      |      |      |      |           |           |           |           |           |
| 심은진    |           |           |           |           |           |           |           |           |           |           |           |           |           |           |           |           |           |           |           |           |      |      |      |      |      |           |           |           |           |           |
| 윤은혜    |           |           |           |           |           |           |           |           |           |           |           |           |           |           |           |           |           |           |           |           |      |      |      |      |      |           |           |           |           |           |
| 차유미    |           |           |           |           |           |           |           |           |           |           |           |           |           |           |           |           |           |           |           |           |      |      |      |      |      |           |           |           |           |           |
| 정시운    |           |           |           |           |           |           |           |           |           |           |           |           |           |           |           |           |           |           |           |           |      |      |      |      |      |           |           |           |           |           |
| 정현전    |           |           |           |           |           |           |           |           |           |           |           |           |           |           |           |           |           |           |           |           |      |      |      |      |      |           |           |           |           |           |
| 이가이    |           |           |           |           |           |           |           |           |           |           |           |           |           |           |           |           |           |           |           |           |      |      |      |      |      |           |           |           |           |           |

## 음반 목록
| 발매일자   | 앨범                    | 판매량 (한국음반산업협회 기준) | 유통사     |
| ---------- | ----------------------- | ------------------------------ | ---------- |
| 1997.07.03 | 1집 Equalize Her        | 판매량 자료 없음               | CREAM      |
| 1998.09.15 | 2집 BABY VOX II         | 76,417장                       |            |
| 1999.07.21 | 3집 Come Come Come Baby | 218,946                        | 신나라뮤직 |
| 2000.05.15 | 4집 Why                 | 155,864                        | 신나라뮤직 |
| 2001.06.04 | 5집 Boyish Story        | 90,014                         | 신나라뮤직 |
| 2002.04.24 | 5.5집 Special Album     | 240,349                        | 도레미     |
| 2003.04.03 | 6집 DEVOTION            | 84,612                         | 도레미     |
| 2004.04.16 | 7집 Ride West           | 32,863                         | EMI        |

## 출연작
- 교양 《TV는 사랑을 싣고》(2001년,2003년) - 게스트
- 영화 《긴급조치 19호》(2002년) - 카메오
- 예능 《전지적 참견 시점》(2025년) - 게스트

## CF 모델 경력
- 1999년 앞서가는 패션신도시 '르네시떼'
- 1999년 햄버거 '하디스'
- 2000년 롯데제과 롯데 아이스크림 와
- 2000년 중국 기업 北京背背佳科技發展有限公司
- 2000년 거짓말 탐지기 '트러스터'
- 2000년 LG Logix (지면 광고)
- 2000년 인터넷 쇼핑몰 (한국 쇼핑 관광대사)
- 2001년~2002년 유닉스 이온 헤어드라이기
- 2002년 그리에이트 전속 모델
- 2002년 점프밀라노
- 2002년 적십자 헌혈 홍보
- 2002년 중앙선거관리위원회
- 2002년 에드원 청바지
- 2003년 산도물산 A.S.A.P
- 2003년 파이온텍
- 2004년 FOX ZONE
- 2004년 안산 스타맥스 타워 (김동규와 함께 출연)

## 팬클럽
베이비복스의 팬클럽은 베이비엔젤스이다. 공식색은 펄분홍색이며, 응원도구는 풍선이다. 1998년 창설되었고 기수는 6기(2004년)까지이다.